# Diecezja Cienfuegos
Diecezja Cienfuegos (łac. Dioecesis Centumfocencis) – rzymskokatolcika diecezja na Kubie należąca do metropolii Camagüey. Została erygowana 20 lutego 1903 roku.

## Główne świątynie
- Katedra: Katedra Niepokalanego Poczęcia Najświętszej Maryi Panny w Cienfuegos

## Biskupi diecezjalni
- Antonio Torres y Sanz OCD (1904–1916)
- Valentín Zubizarreta y Unamunsaga OCD (1922–1925)
- Eduardo Martínez y Dalmau CP (1935–1961)
- Alfredo Müller y San Martín (1961–1971)
- Fernando Prego Casal (1971–1995)
- Emilio Aranguren Echeverria (1995–2005)
- Domingo Oropesa Lorente (2007–)